# Daiki Kaneko
Daiki Kaneko (金子 大毅, Kaneko Daiki), né le 28 août 1998, est un footballeur japonais.

## Biographie
Kaneko commence sa carrière professionnelle en 2018 avec le club du Shonan Bellmare, club de J1 League. Il dispute un total de 56 matchs en J1 League avec le club. Avec ce club, il remporte la Coupe de la Ligue japonaise 2019. En 2021, il est transféré au Urawa Reds.